# 森下来奈
森下 来奈（もりした らな、1993年10月14日 - ）は、日本の女性声優、ナレーター。岐阜県出身。東京俳優生活協同組合所属。愛称は、らなちゃ。

## 来歴
声優を目指したきっかけはアクションが好きであり、小学生の頃に「ハリウッドスターになりたい」と思っており、自分以外の何者かになることに憧れていたと語る。しかし子供心にも、英語が喋れず、お金がかかり、「現実的じゃないな」と考えていたが、海外の映画を見て、「この人なんで日本語を喋ってるんだろう」と思っていた時に、初めて職業としての声優を知った。その後はアニメも見るようになり、「吹き替えなら外国人にもなれるんだ！」のような単純な思いもあったと語る。
北海道芸術高等学校卒業。
2011年、俳協ボイスアクターズスタジオ39期生。2012年、東京俳優生活協同組合に所属。
2018年2月、スマートフォン向けゲーム『8 beat Story♪』で、虎牙ミント役に抜擢され、同時にゲーム内のユニット「2_wEi」（ツヴァイ）への所属も決定した。事務所所属から間もなく『アイドルマスター シンデレラガールズ』のオーディションなども受けていた森下だったが、ゲーム・アニメなどの出演はこれが初となった。なお、『シンデレラガールズ』では同年にオーディションに合格し、鷹富士茄子役を獲得している。

## 人物
- 特技は魚をきれいに食べること、うどんの手打ち[2]。
- 趣味はヒーローショー鑑賞、食べ歩き、海外ドラマ鑑賞[2]。
- 所属事務所で同期の田澤茉純と仲が良く、高校時代からの付き合いであるという[12]。声優活動開始当初は同事務所ながら活動分野が異なっていたが、のちに先に田澤が出演していた『アイドルマスター シンデレラガールズ』に森下も出演することになり、同ゲームのライブで一緒のステージに立つ機会も生まれた[13]。2021年からは2人によるWeb番組が配信されている。
- 「来奈」という名前は本名。宮﨑駿監督の『未来少年コナン』のヒロインの名前に因む[6]。
- 1歳違いの姉がいる[14]。また、姉の名前も宮﨑駿監督作のアニメからとられている[6]。
- 小学校時代は学級委員をしていた[6]。
- 声優を目指すため、バイトでお金を貯めて高校3年生の頃から毎週、岐阜から東京の養成所に高速バスで通っていた[6]。
- 「食べ物のことばかり考えてます」とTwitterアカウントなどで称する通り、食べることが大好き。ツイートや出演番組では食の話題に事欠かない。そして健啖家でもある[15][16]。早食いではない[17]。GUIOとコラボした際には食べているときの自身の横顔をモチーフにネックレスのデザインをしている[18]。

## 出演
太字はメインキャラクター。

### テレビアニメ
- アイドルマスター シンデレラガールズ劇場 CLIMAX SEASON（2019年、鷹富士茄子[19]）

### Webアニメ
- アイドルマスター シンデレラガールズ劇場 Extra Stage（2021年、鷹富士茄子）
- CINDERELLA GIRLS 10th Anniversary Celebration Animation ETERNITY MEMORIES（2022年、鷹富士茄子）

### ゲーム
2010年代
- 8 beat Story♪（2018年 - 2022年、虎牙ミント）
- アイドルマスター シンデレラガールズ（2018年 - 2023年、鷹富士茄子） - 2作品

2020年
- ブラウンダスト（ベリット）
- 帝国戦記（オーブル）
- 神装の戦乙女（リオット）
- 幻獣契約クリプトラクト（リンシャン）

2021年
- ファントム オブ キル（グランテピエ・獣刻・バハムート）
- アイドルマスター ポップリンクス（鷹富士茄子）

2022年
- けものフレンズ3（マサイキリン）
- 誰ガ為のアルケミスト（グランテピエ・獣刻・バハムート）

2023年
- 逆転オセロニア（マニア）
- マブラヴ：ディメンションズ（2023年 - 2024年、ルナテレジア・フォン・ヴィッツレーベン）

2024年
- ファントム オブ キル -オルタナティブ・イミテーション-（グランテピエ）

### ナレーション
- スッキリ（NTV）
- SmaSTATION!!（EX）
- 5時に夢中！（TOKYO MX）
- ひるキュン！（TOKYO MX）
- レガーメ～マヂカデ・チバ（千葉テレビ）[37]
- 炎の体育会TV（TBS）[38]
- ファラオの墓（BS-TBS）
- 月曜・声優と夜あそび -緒方恵美×内田彩-（AbemaTV）
- まいちゃらなちゃの2_wEi旅（DVD）
- 日本ドリコム進路
- 城南職業能力開発センター
- ミセコレ（Androidアプリ）
- 第20回ふるさとイベント大賞（イベント）
- 東京都人権週間
- 全労連・春闘共闘・13春闘ビデオニュース
- Dear Japan ～日本が愛おしくなる瞬間（2022年、JFN系列18局ネット「Seasoning ～season your life with music～」内コーナー 及び AuDee）
  - Dear Japan～沖縄～ - ナレーション、あおい 役[39][40]
  - Dear Japan～長野･木曽～ - ナレーション、ともえ 役[41][42]
  - Dear Japan～蒲菊本店～ - ナレーション、あかり、えみり 役[43][44]

### 舞台
- Stars on planet「宇宙を旅した少年」（声の出演）
- Stars on planet「星の魔法が紡いだ軌奇跡」（声の出演）
- 朗読＆トークイベント TOKYO READING CIRCUS 1st stage『5-Five!-』（2021年9月4日、TACCS1179） - 大垣芳江、青山椒、アオ 役[45]
- 朗読劇『君の小説に登場する僕は』（2022年5月4日昼公演、TOKYO FMホール） - 吉原一花 役[46]
- 麗和落語～二〇二三夏の陣～（2023年7月15日、武蔵野芸能劇場 小劇場） - 一人落語 演目「夢幻泡影」担当[47]

### インターネット番組
- エビストニュース（2018年 - 、ニコニコ動画「8beatStoryチャンネル」）※回替わりパーソナリティ[48][49]
- 声優と夜あそび 月曜日 -緒方恵美×内田彩-（2018年 - 2019年、AbemaTV）※隔週でナレーションを担当[50]
- らなミナのおみあい〇〇（2020年 - 、ニコニコ動画「アニたまどっとコムチャンネル」）[51]
- らなちゃのひとりごと（2020年 - 2023年、stand.fm）[52]
- 田澤茉純・森下来奈のBARではじめる「っぽい」体験（2021年 - 、ニコニコ生放送※）

### その他の映像作品
- 商店街アイドル LIVE ALIVE（2013年） - ハルカ〈オムイエロー〉 役[53]
- カラオケPV（LIVE DAM）[54]
- ちば旅コンシェルジュ♯17（2018年、千葉テレビ） - ナビゲーターとして[55][56]

### その他コンテンツ
- BLOSSOM LETTER（2019年、日本郵便とのコラボ商品企画）[57][58]
- LIVERTINE AGE 声優コラボアイテム（2019年[59]、2022年[60]）
- GUIO 森下来奈コラボネックレス（2021年）[18]
- 森下来奈 × KANGOL BEAUTY コラボグッズ（2023年）[61]

## ディスコグラフィ

### キャラクターソング
| 発売日   | 商品名                                                                                                 | 歌 | 楽曲 | 備考                                                                               |
| 2018年   | 2018年                                                                                                 | 2018年 | 2018年 | 2018年                                                                             |
| -------- | --- | --- | --- | ---------------------------------------------------------------------------------- |
| 10月31日 | THE IDOLM@STER CINDERELLA MASTER Trust me                                                              | THE IDOLM@STER CINDERELLA GIRLS! | 「Trust me」 | ゲーム『アイドルマスター シンデレラガールズ』関連曲                                |
| 10月31日 | THE IDOLM@STER CINDERELLA MASTER Trust me                                                              | THE IDOLM@STER CINDERELLA GIRLS for BEST5! | 「君への詩」 | ゲーム『アイドルマスター シンデレラガールズ』関連曲                                |
| 11月7日  | Throne of Despair                                                                                      | 2_wEi | 「Prologue -F**K YOU ALL-」 「Despair」 「Lost in data」 「LOVE HATE」 「Green Cat.」 「basement」 「MMIX」 「Homeache」 「Numb」 「UNPLUG」 「Pain - pain」 | ゲーム『8 beat Story♪』関連曲                                                      |
| 2019年   | | | |                                                                                    |
| 3月11日  | Heroic                                                                                                 | 2_wEi | 「Heroic」 | ゲーム『8 beat Story♪』関連曲                                                      |
| 5月8日   | Be alive                                                                                               | 2_wEi | 「Be alive」 | ゲーム『8 beat Story♪』関連曲                                                      |
| 7月24日  | Heart 2 Heart                                                                                          | 2_wEi | 「Heart 2 Heart」 | ゲーム『8 beat Story♪』関連曲                                                      |
| 5月22日  | THE IDOLM@STER CINDERELLA GIRLS LITTLE STARS! Max Beat                                                 | 高垣楓（早見沙織）、鷹富士茄子（森下来奈）、二宮飛鳥（青木志貴）、松永涼（千菅春香）、大和亜季（村中知）                                                                                                   | 「Max Beat」 | テレビアニメ『アイドルマスター シンデレラガールズ劇場』エンディングテーマ          |
| 5月22日  | THE IDOLM@STER CINDERELLA GIRLS LITTLE STARS! Max Beat                                                 | 鷹富士茄子（森下来奈） | 「Max Beat」 | テレビアニメ『アイドルマスター シンデレラガールズ劇場』関連曲                      |
| 9月25日  | Jailbreak                                                                                              | 2_wEi | 「Jailbreak」 | ゲーム『8 beat Story♪』関連曲                                                      |
| 2020年   | | | |                                                                                    |
| 1月8日   | Inheaven                                                                                               | 2_wEi | 「Inheaven」 | ゲーム『8 beat Story♪』関連曲                                                      |
| 2月2日   | Return Zer0;                                                                                           | 2_wEi | 「MIЯROR」 「Jailbreak」 「Heart 2 Heart」 「Heroic」 「Be alive」 「Bite a bit」 「Pendulum」 「Inheaven」 「REGALIA」 「Start the War」                    | ゲーム『8 beat Story♪』関連曲                                                      |
| 3月25日  | THE IDOLM@STER CINDERELLA GIRLS STARLIGHT MASTER for the NEXT! 06 幸せの法則〜ルール〜                 | 鷹富士茄子（森下来奈）、白菊ほたる（天野聡美） | 「幸せの法則〜ルール〜（M@STER VERSION）」 | ゲーム『アイドルマスター シンデレラガールズ スターライトステージ』関連曲           |
| 3月25日  | THE IDOLM@STER CINDERELLA GIRLS STARLIGHT MASTER for the NEXT! 06 幸せの法則〜ルール〜                 | 鷹富士茄子（森下来奈） | 「幸せの法則〜ルール〜（M@STER VERSION）」 | ゲーム『アイドルマスター シンデレラガールズ スターライトステージ』関連曲           |
| 9月16日  | THE IDOLM@STER CINDERELLA GIRLS STARLIGHT MASTER GOLD RUSH! 01 Go Just Go!                             | 夢見りあむ（星希成奏）、大槻唯（山下七海）、北条加蓮（渕上舞）、佐藤心（花守ゆみり）、一ノ瀬志希（藍原ことみ）、鷹富士茄子（森下来奈）、棟方愛海（藤本彩花）、川島瑞樹（東山奈央）、五十嵐響子（種﨑敦美） | 「Go Just Go!（M@STER VERSION）」 | ゲーム『アイドルマスター シンデレラガールズ スターライトステージ』関連曲           |
| 9月16日  | THE IDOLM@STER CINDERELLA GIRLS STARLIGHT MASTER GOLD RUSH! 01 Go Just Go!                             | 鷹富士茄子（森下来奈） | 「Go Just Go!（M@STER VERSION）」 | ゲーム『アイドルマスター シンデレラガールズ スターライトステージ』関連曲           |
| 12月16日 | THE IDOLM@STER CINDERELLA GIRLS STARLIGHT MASTER GOLD RUSH! 05 オレンジタイム                          | 白菊ほたる（天野聡美）、鷹富士茄子（森下来奈） | 「いつかの、いくつかのきみとのせかい」 | ゲーム『アイドルマスター シンデレラガールズ スターライトステージ』関連曲           |
| 2021年   | | | |                                                                                    |
| 2月3日   | THE IDOLM@STER CINDERELLA GIRLS LITTLE STARS EXTRA! 君のステージ衣装、本当は…                          | 鷹富士茄子（森下来奈） | 「初夢をあなたと」 | Webアニメ『アイドルマスター シンデレラガールズ劇場 Extra Stage』エンディングテーマ |
| 2月17日  | Keep it Trill                                                                                          | 2_wEi | 「Keep it Trill」 | ゲーム『8 beat Story♪』関連曲                                                      |
| 2月17日  | Keep it Trill                                                                                          | 虎牙優衣（芹澤優）、虎牙アルミ（野村麻衣子）、虎牙ミント（森下来奈） | 「fiction」 | ゲーム『8 beat Story♪』関連曲                                                      |
| 2022年   | | | |                                                                                    |
| 2月16日  | THE IDOLM@STER CINDERELLA GIRLS 10th ANNIVERSARY M@GICAL WONDERLAND TOUR!!! Tropical Land オリジナルCD | 鷹富士茄子（森下来奈） | 「Trust me」 「君への詩」 | ゲーム『アイドルマスター シンデレラガールズ スターライトステージ』関連曲           |
| 2023年   | | | |                                                                                    |
| 1月11日  | THE IDOLM@STER CINDERELLA GIRLS STARLIGHT MASTER R/LOCK ON! 12 No One Knows                            | 鷹富士茄子（森下来奈）、道明寺歌鈴（新田ひより）、依田芳乃（高田憂希） | 「ニッポン笑顔百景」 | ゲーム『アイドルマスター シンデレラガールズ スターライトステージ』関連曲           |
| 3月29日  | THE IDOLM@STER CINDERELLA GIRLS STARLIGHT MASTER R/LOCK ON! 14 ささのはに、うたかたに。                | 鷺沢文香（M・A・O）、佐城雪美（中澤ミナ）、鷹富士茄子（森下来奈）、小早川紗枝（立花理香）、藤原肇（鈴木みのり）                                                                                            | 「ささのはに、うたかたに。（M@STER VERSION）」 | ゲーム『アイドルマスター シンデレラガールズ スターライトステージ』関連曲           |
| 3月29日  | THE IDOLM@STER CINDERELLA GIRLS STARLIGHT MASTER R/LOCK ON! 14 ささのはに、うたかたに。                | 鷹富士茄子（森下来奈） | 「ささのはに、うたかたに。（M@STER VERSION）」 | ゲーム『アイドルマスター シンデレラガールズ スターライトステージ』関連曲           |
| 10月25日 | THE IDOLM@STER CINDERELLA MASTER Dreamy Anniversary ＆ Next Chapter                                    | THE IDOLMASTER CINDERELLA GIRLS Stage for Cinderella groupB BEST5! | 「Next Chapter」 | ゲーム『アイドルマスター シンデレラガールズ スターライトステージ』関連曲           |
| 2024年   | | | |                                                                                    |
| 10月16日 | THE IDOLM@STER CINDERELLA GIRLS STARLIGHT MASTER HEART TICKER! 10 流星浪漫                             | 鷺沢文香（M・A・O）、鷹富士茄子（森下来奈） | 「流星浪漫（M@STER VERSION）」 | ゲーム『アイドルマスター シンデレラガールズ スターライトステージ』関連曲           |
| 10月16日 | THE IDOLM@STER CINDERELLA GIRLS STARLIGHT MASTER HEART TICKER! 10 流星浪漫                             | 鷹富士茄子（森下来奈） | 「流星浪漫（M@STER VERSION）」 | ゲーム『アイドルマスター シンデレラガールズ スターライトステージ』関連曲           |
| 2025年   | | | |                                                                                    |
| 5月21日  | THE IDOLM@STER CINDERELLA GIRLS STARLIGHT MASTER CRYSTAL QUALIA 05 スマイルファンタジー                | 道明寺歌鈴（新田ひより）、鷹富士茄子（森下来奈）、城ヶ崎莉嘉（山本希望）、川島瑞樹（東山奈央）、アナスタシア（上坂すみれ）                                                                                 | 「スマイルファンタジー（M@STER VERSION）」 | ゲーム『アイドルマスター シンデレラガールズ スターライトステージ』関連曲           |
| 5月21日  | THE IDOLM@STER CINDERELLA GIRLS STARLIGHT MASTER CRYSTAL QUALIA 05 スマイルファンタジー                | 鷹富士茄子（森下来奈） | 「スマイルファンタジー（M@STER VERSION）」 | ゲーム『アイドルマスター シンデレラガールズ スターライトステージ』関連曲           |

### その他参加作品
| 発売日         | 商品名                 | 歌                                     | 楽曲                                           | 備考                                                |
| -------------- | ---------------------- | -------------------------------------- | ---------------------------------------------- | --------------------------------------------------- |
| 2012年11月29日 | -                      | 岩崎愛、森下来奈、土井友加里、金子朋世 | 「GO!」 「ジョシゴコロ」 「Girl's GOLDEN AGE」 | Web映画『商店街アイドル LIVE ALIVE』劇中歌          |
| 2022年1月10日  | reversible mOOn        | 森下来奈、中澤ミナ                     | 「reversible mOOn」                            | Webラジオ『らなミナのおみあい〇〇』オリジナルソング |
| 2022年1月10日  | reversible mOOn 限定盤 | 森下来奈                               | 「reversible mOOn（森下来奈ver.）」            | Webラジオ『らなミナのおみあい〇〇』オリジナルソング |

### 映像作品
| 発売日         | タイトル | 備考                                                  |
| -------------- | --- | ----------------------------------------------------- |
| 2019年2月14日  | まいちゃ らなちゃの 2_wEi旅 in 香川県                                                                             | ゲーム『8 beat Story♪』関連作品                       |
| 2019年4月14日  | まいちゃ らなちゃの 2_wEi旅 in 石川県                                                                             | ゲーム『8 beat Story♪』関連作品                       |
| 2019年4月24日  | THE IDOLM@STER CINDERELLA GIRLS SS3A Live Sound Booth♪                                                            | ゲーム『アイドルマスター シンデレラガールズ』関連作品 |
| 2019年7月6日   | まいちゃ らなちゃの 2_wEi旅 in 兵庫県                                                                             | ゲーム『8 beat Story♪』関連作品                       |
| 2019年8月7日   | THE IDOLM@STER CINDERELLA GIRLS 6thLIVE MERRY-GO-ROUNDOME!!! @NAGOYA DOME                                         | ゲーム『アイドルマスター シンデレラガールズ』関連作品 |
| 2019年9月13日  | 8beatStory♪ 2_wEi 1st LIVE Driven to Despair in TOKYO final                                                       | ゲーム『8 beat Story♪』関連作品                       |
| 2019年10月25日 | まいちゃ らなちゃの 2_wEi旅 in 宮崎県                                                                             | ゲーム『8 beat Story♪』関連作品                       |
| 2020年4月15日  | THE IDOLM@STER CINDERELLA GIRLS 7thLIVE TOUR Special 3chord♪ Comical Pops! @MAKUHARI MESSE                        | ゲーム『アイドルマスター シンデレラガールズ』関連作品 |
| 2020年9月19日  | まいちゃ らなちゃの 2_wEi旅 in 北海道                                                                             | ゲーム『8 beat Story♪』関連作品                       |
| 2020年11月27日 | 8 beat Story♪ 2_wEi 2nd LIVE Final Past 2 Present, Stand for the Future.                                          | ゲーム『8 beat Story♪』関連作品                       |
| 2021年4月21日  | THE IDOLM@STER CINDERELLA GIRLS Live Broadcast 24magic ～シンデレラたちの24時間生放送！～                         | ゲーム『アイドルマスター シンデレラガールズ』関連作品 |
| 2021年8月11日  | THE IDOLM@STER CINDERELLA GIRLS Broadcast ＆ LIVE Happy New Yell !!!                                              | ゲーム『アイドルマスター シンデレラガールズ』関連作品 |
| 2022年7月6日   | THE IDOLM@STER CINDERELLA GIRLS 10th ANNIVERSARY M@GICAL WONDERLAND TOUR!!! MerryMaerchen Land & Celebration Land | ゲーム『アイドルマスター シンデレラガールズ』関連作品 |
| 2022年12月27日 | THE IDOLM@STER CINDERELLA GIRLS 10th ANNIVERSARY M@GICAL WONDERLAND!!!                                            | ゲーム『アイドルマスター シンデレラガールズ』関連作品 |
| 2023年4月19日  | THE IDOLM@STER CINDERELLA GIRLS LIKE4LIVE #cg_ootd                                                                | ゲーム『アイドルマスター シンデレラガールズ』関連作品 |

## ライブ・イベント

### 合同ライブ
| 出演日               | タイトル                                                                                           | 会場                                      |
| -------------------- | -------------------------------------------------------------------------------------------------- | ----------------------------------------- |
| 2018年5月12日        | 8beatStory♪ 8/pLanet!! 2nd Anniversary 4th LIVE「On the pLaNET!!」                                 | Zepp DiverCity Tokyo（東京都）            |
| 2018年9月8日・9日    | THE IDOLM@STER CINDERELLA GIRLS SS3A Live Sound Booth♪                                             | ヤマダグリーンドーム前橋（群馬県）        |
| 2018年11月18日       | 8beatStory♪ 2_wEi 1st LIVE Driven to Despair                                                       | duo MUSIC EXCHANGE（東京都）              |
| 2018年12月1日        | THE IDOLM@STER CINDERELLA GIRLS 6thLIVE MERRY-GO-ROUNDOME!!! 愛知公演                              | ナゴヤドーム（愛知県）                    |
| 2018年12月6日        | CygamesFes2018 アイドルマスター シンデレラガールズ 7th Anniversary Memorial STAGE!!                | 幕張メッセ国際展示場（千葉県）            |
| 2018年12月29日       | 8beatStory♪ 2_wEi 1st LIVE Driven to Despair in OSAKA                                              | 梅田Shangri-La（大阪府）                  |
| 2019年3月10日        | 8beatStory♪ 2_wEi 1st LIVE Driven to Despair in TOKYO Final                                        | 渋谷WWW X（東京都）                       |
| 2019年3月20日・21日  | リーディング＆ライブ『Re:Union 2 ～fraternity CASE御苑学園』                                       | 東京・新宿シアターサンモール（東京都）    |
| 2019年8月15日        | ナノ × 2_wEi Special LIVE ~Frontal Crash~                                                          | 新宿BLAZE（東京都）                       |
| 2019年9月3日・4日    | THE IDOLM@STER CINDERELLA GIRLS 7thLIVE TOUR Special 3chord♪ Comical Pops!                         | 幕張メッセ国際展示場 9-11ホール（千葉県） |
| 2019年11月30日       | 8beatStory♪ 2_wEi 2nd LIVE Past to Present                                                         | 神田明神ホール（東京都）                  |
| 2020年2月22日        | 8beatStory♪ 2_wEi 2nd LIVE Final Past 2 Present, Stand for the Future.                             | CLUB CITTA'（神奈川県）                   |
| 2020年10月10日       | 8beatStory♪ Special Event「ONLINE ≠REAL」 第2部                                                    | 豊洲PIT（東京都）                         |
| 2020年12月12日       | 8beatStory♪ Christmas Special Event & LIVE 2020 第2部                                              | duo MUSIC EXCHANGE（東京都）              |
| 2021年1月10日        | THE IDOLM@STER CINDERELLA GIRLS Broadcast & LIVE Happy New Yell!!!                                 | 幕張メッセ国際展示場 1-3ホール（千葉県）  |
| 2021年3月7日         | 8beatStory♪ 2_wEi Special LIVE This is a "TRILL STORY".                                            | Yokohama Bay Hall（神奈川県）             |
| 2021年11月27日・28日 | THE IDOLM@STER CINDERELLA GIRLS 10th ANNIVERSARY M@GICAL WONDERLAND TOUR!!! Celebration Land       | 幕張メッセイベントホール（千葉県）        |
| 2022年2月5日         | 8beatStory♪ 2_wEi 3rd LIVE TOUR What a F**K the World, Laugh Like a FOOL. OSAKA MUSE in 大阪       | OSAKA MUSE（大阪府）                      |
| 2022年2月6日         | 8beatStory♪ 2_wEi 3rd LIVE TOUR What a F**K the World, Laugh Like a FOOL. E.L.L. in 名古屋         | E.L.L.（愛知県）                          |
| 2022年2月22日        | 8beatStory♪ 2_wEi 3rd LIVE TOUR What a F**K the World, Laugh Like a FOOL. KT Zepp Yokohama in 横浜 | KT Zepp Yokohama（神奈川県）              |
| 2022年4月2日         | THE IDOLM@STER CINDERELLA GIRLS 10th ANNIVERSARY M@GICAL WONDERLAND!!! Day1                        | ベルーナドーム（埼玉県）                  |
| 2022年9月3日・4日    | THE IDOLM@STER CINDERELLA GIRLS LIKE4LIVE #cg_ootd                                                 | 日本ガイシホール（愛知県）                |
| 2023年9月9日・10日   | THE IDOLM@STER CINDERELLA GIRLS Shout out Live!!!                                                  | 愛知県国際展示場 ホールA（愛知県）        |
| 2024年6月1日         | THE IDOLM@STER CINDERELLA GIRLS UNIT LIVE TOUR ConnecTrip! 東京公演                                | Zepp DiverCity Tokyo（東京都）            |
| 2025年4月26日・27日  | THE IDOLM@STER CINDERELLA GIRLS STARLIGHT STAGE 10th ANNIVERSARY TOUR Let’s AMUSEMENT!!! 東京公演  | 有明アリーナ（東京都）                    |